# Cultura de Sintashta

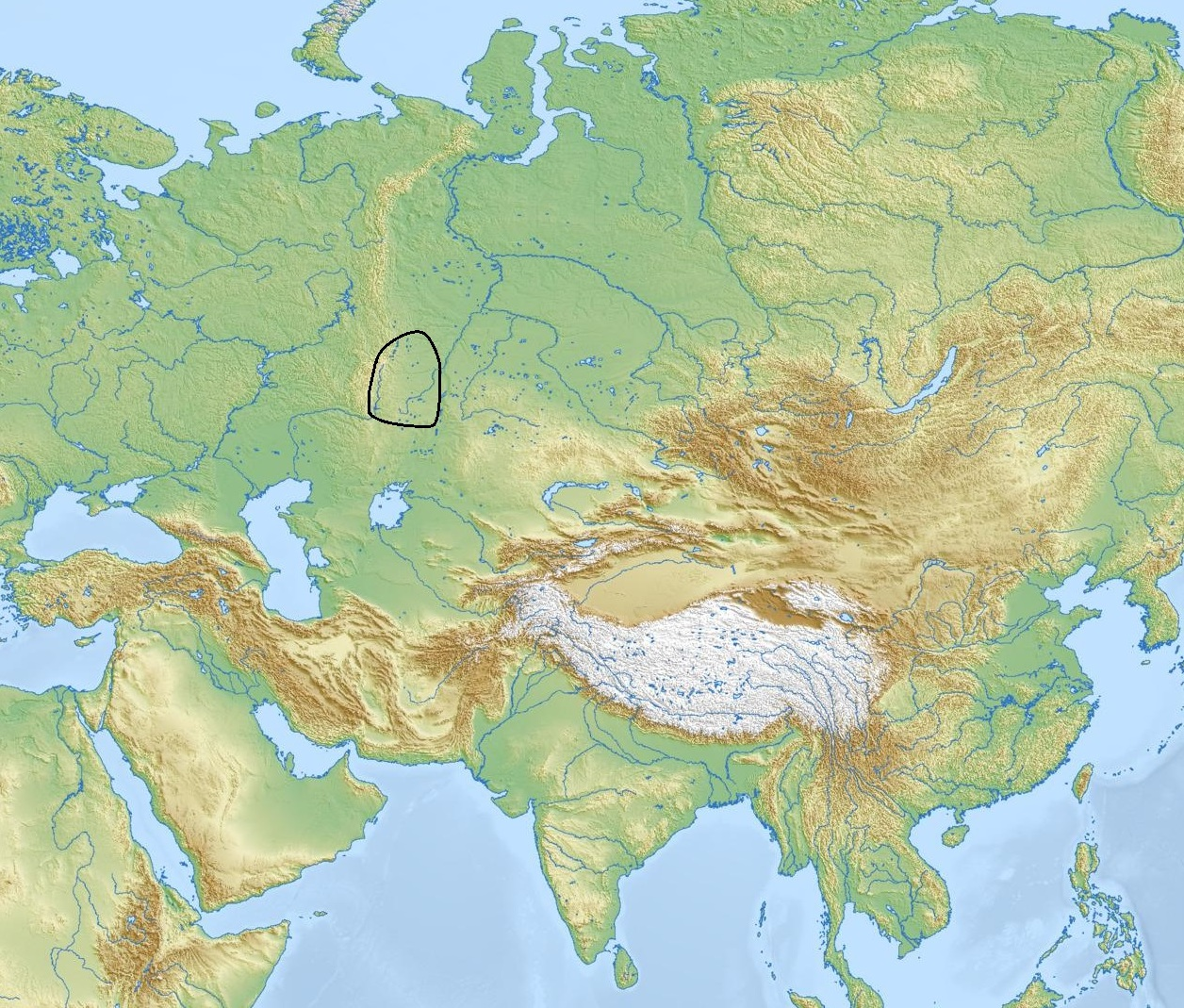
Sintashta cultura

La cultura de Sintashta, también conocida como cultura de Sintashta-Petrovka o cultura de Sintashta-Arkaim, es una cultura arqueológica de la Edad del Bronce en la estepa eurasiática septentrional, en las fronteras entre Europa del Este y Asia Central. Data del periodo 2100 al 1800 a. C.
A orillas del río Ishim, cerca del pueblo moderno de Petrovka (en Kazajistán), se ha encontrado un asentamiento fortificado, datado en el II milenio a. C., que pertenece a este período sintashta.
Los primeros carros conocidos se han encontrado en tumbas sintashta, y la cultura es considerada un fuerte candidato para el origen de esta tecnología, que se extendió por todo el Viejo Mundo y jugó un papel importante en las guerras antiguas.
En los asentamientos sintashta es notable la intensidad de la minería del cobre y la metalurgia de bronce que allí se realizaban, algo que es inusual para una cultura esteparia.
Debido a la dificultad de identificar los restos de sitios sintashta debajo de los restos de los asentamientos posteriores, esta cultura se distingue muy poco de la cultura de Andrónovo.
En la actualidad se la reconoce como una entidad distinta que forma parte del «horizonte andrónovo».

## Origen
La cultura de Sintashta surgió de la interacción de dos culturas antecedentes. Su predecesor inmediato en la estepa Ural-Tobol fue la cultura poltavka, una rama del horizonte Yamnaya de ganaderos y pastores que se movieron hacia el este de la región entre el 2800 y el 2600 a. C. Varias ciudades sintashta se construyeron sobre los asentamientos poltovka más antiguos o cerca de los cementerios poltovka. En la cerámica de los sintashtas son comunes los motivos poltovka. La cultura sintashta también muestra la influencia de la cultura de Abáshevo tardía, una colección de establecimientos en la zona norte de la estepa forestal de la región sintashta, que también era predominantemente pastoril.
Los primeros asentamientos sintashta aparecieron alrededor del 2100 a. C., durante un período de cambios climáticos, que hicieron que la estepa kazaja ―que ya era árida y fría― se volviera todavía más gélida y seca. Las tierras bajas pantanosas alrededor de los ríos Ural y el Tobol superior, anteriormente utilizadas como refugios de invierno, se hicieron cada vez más importantes para la supervivencia. Bajo estas presiones, tanto los pastores poltovkas como los abáshevos se instalaron permanentemente en los bastiones del valle del río, evitando lugares más defendibles en las colinas.
La cultura de Abáshevo estuvo marcada por la guerra intertribal endémica; esto se intensificó en el período sintashta debido al estrés ecológico y a la competencia por los recursos. Esto condujo a la construcción de fortificaciones en una escala sin precedentes y a innovaciones en la técnica militar, como la invención del carro de guerra. El aumento de la competencia entre los grupos tribales también puede explicar los sacrificios extravagantes que se encuentran en los entierros sintashta, que como rivales trataron de superarse unos a otros en los actos y rituales, análogas a la tradición norteamericana de los potlatch.

## Producción de metales
La economía sintashta empezó a desarrollarse en torno a la metalurgia del cobre. Se trasladaron minerales de cobre desde las minas cercanas (como Vorovskaya Yama) hasta los asentamientos sintashta para transformarlos en cobre y en bronce arsenical. Esto ocurrió en una escala industrial: todos los edificios excavados en los sitios sintashta (en Sintashta, Arkaim y Ust'e) contenían restos de hornos de fundición y escorias.
Gran parte de este metal estaba destinado a la exportación a las ciudades de la Complejo arqueológico Bactria-Marguiana (BMAC), en Asia central. El comercio del metal entre los sintashta y los bactrianos conectó por primera vez la región de la estepa a las antiguas civilizaciones urbanas del oeste de Asia: los imperios y las ciudades-estado de Irán y la Mesopotamia fungieron como un mercado prácticamente sin fondo para metales. Estas rutas de comercio más tarde se convirtieron en el vehículo a través del cual los caballos, los carros y en última instancia, las personas de idioma indoiraní entraron en el oeste de Asia desde las estepas norteñas.

## La identidad étnica y lingüística
Se cree que la gente de la cultura sintashta hablaban protoindoiraní, el antepasado de la familia de los idiomas indoiraníes. Existe evidencia lingüística de una lista de vocabulario común entre los idiomas ugrofinés e indoiraní. Mientras su origen como un creole de diferentes tribus en la región de los Urales puede hacer que sea inexacto atribuir la cultura sintashta exclusivamente a la etnicidad indoirania, la interpretación de esta cultura como una mezcla de dos culturas con dos idiomas diferentes es una hipótesis razonable sobre la base de la evidencia.